# Tadeusz Bolesław Łodziński
Tadeusz Bolesław Łodziński (ur. 10 czerwca 1883, zm. 19 czerwca 1952) – pułkownik artylerii Wojska Polskiego, kawaler Orderu Virtuti Militari.

## Życiorys
Urodził się 10 czerwca 1883 w rodzinie Bolesława (1850–1917), przemysłowca. Miał sześcioro rodzeństwa: Zofię, zamężną Dębowską, Stefanię (zmarła w wieku 19 lat), Kazimierza (1888–1970), inżyniera, Romana (zmarł w latach 70. XX wieku), Stanisława (zm. 1913), inżyniera, i Zdzisława (1904–1968). W latach 1912–1913 wziął udział w mobilizacji sił zbrojnych Monarchii Austro-Węgierskiej, wprowadzonej w związku z wojną na Bałkanach.
Po odzyskaniu przez Polskę niepodległości 1918 został przyjęty do Wojska Polskiego. 28 października 1918 do Rzęsny Polskiej z Czaczaku w Serbii przybyła bateria zapasowa 130 pułku artylerii polowej c. i k. armii pod dowództwem kpt. Tadeusza Łodzińskiego, który następnie w stopniu majora objął dowództwo 5 pułku artylerii polowej. W 1919 dowodził grupą taktyczną artylerii, odpowiadającą za całokształt artyleryjskiej obrony Lwowa w trakcie wojny polsko-ukraińskiej. Od 1 marca 1921 pełnił funkcję dowódcy 5 Brygady Artylerii.
Od 6 października 1921 roku był dowódcą 6 pułku artylerii ciężkiej we Lwowie. 3 maja 1922 roku został zweryfikowany w stopniu pułkownika ze starszeństwem z dniem 1 czerwca 1919 roku i 34. lokatą w korpusie oficerów artylerii. Z dniem 25 marca 1925 roku został przydzielony do Obozu Szkolnego Artylerii w Toruniu na stanowisko komendanta Strzeleckiej Szkoły Artylerii. W sierpniu 1926 roku został przeniesiony do Obozu Warownego „Wilno” na stanowisko szefa artylerii. Z dniem 29 lutego 1928 roku został przeniesiony w stan spoczynku. Jako emerytowany oficer zamieszkiwał w Krakowie. W 1934 pozostawał w ewidencji Powiatowej Komendy Uzupełnień Warszawa Miasto III. Posiadał przydział do Oficerskiej Kadry Okręgowej Nr I. Był wówczas przewidziany do użycia w czasie wojny. Zmarł 19 czerwca 1952 roku. Został pochowany na Cmentarzu Wojskowym na Powązkach (kwatera A20-8-23).

## Ordery i odznaczenia
- Krzyż Srebrny Orderu Wojskowego Virtuti Militari – 22 lutego 1921[6][16]
- Krzyż Niepodległości – 4 listopada 1933 „za pracę w dziele odzyskania niepodległości"[17]
- Krzyż Walecznych[18] – dwukrotnie
- Oficer Legii Honorowej – III Republika Francuska (1923)[19]
- Krzyż Zasługi Wojskowej 3 klasy z dekoracją wojenną i mieczami po raz pierwszy[20]
- Krzyż Zasługi Wojskowej 3 klasy z dekoracją wojenną i mieczami po raz drugi[20]
- Signum Laudis Srebrny Medal Zasługi Wojskowej z mieczami na wstążce Krzyża Zasługi Wojskowej[20]
- Signum Laudis Brązowy Medal Zasługi Wojskowej z mieczami na wstążce Krzyża Zasługi Wojskowej[20]
- Krzyż Wojskowy Karola[20]
- Krzyż Jubileuszowy Wojskowy[20]
- Krzyż Pamiątkowy Mobilizacji 1912–1913[20]